# Rácz Károly (lelkész)
Rácz Károly (Sarkad, 1842. július 29. – Szapáryfalva, 1925. március 1) református lelkész, Rácz János gyulai rektor-tanító testvérbátyja.

## Életrajza
Rácz György csizmadiamester és Tóth Julianna fia. 1855 tavaszán Békésre ment tanulni, ahol akkor háromosztályos gimnázium volt. Innét 1857 őszén Debrecenben folytatta tanulmányait és 1866 nyarán a jogi és hittani tudományokat végezte. Ugyanezen év augusztusában Révész Imre támogatásával Bécsbe ment az evangélikus teológiai intézetbe és az előadásokat két féléven át hallgatta; amit csak úgy tehetett, hogy tanára dr. Böhl eszközlésére szabad asztalt nyert az osztrák minisztériumtól.
1867 augusztusában Bécsből Elberfeldre utazott dr. Kohlbrügge Frigyes Hermann látogatására, akinek körében 15 napot töltött és annak kis kátéját magyarra fordította és ott ki is nyomatta. Innét Wittenberg, Wartburg, Halle, Jena és Göttingen egyetemeinek megtekintésére indult és mindenütt a könyvtárt látogatta. Még Elberfelden érte Osváth Imre sarkadi lelkész meghívása a segédlelkészséggel egybekötött főtanítói állásra; félévi itt működése alatt Révész Imre hívta maga mellé segédül Debrecenbe.
Révész buzdítására lett Rácz történetíró; Révésznek ebéd közben esett társalgását följegyezte és később ki is nyomatta a Szabad Egyházban. 1869 nyarán az akkor még határőrvidéken, a pancsovai ezredben a Duna balpartján keletkezett magyar református albrechtsdorfi gyülekezet lelkipásztorává választotta, ideiglenesen az iskolás növendékeket is oktatta két és fél évig. Három évig vezérelte az új gyülekezetet a pusztán, midőn 1872 szeptemberében meghivatott a debreceni főiskola segédkönyvtárnokságra, melyet félévig kezelt, gyűjtve azalatt számos egyháztörténeti adatot későbbi munkáihoz.
1873 tavaszán Bánfalvára (Békés megye) hívták meg lelkész-tanítónak, ahol szomorú családi veszteségek sújtották, három havi ott léte után, egy hónap alatt neje és két gyermeke halt meg. 1874 őszén a Ménes-Gyorok kis egyház meghívását fogadta el, ahol mint lelkésztanító 305 forint évi fizetés mellett tíz évig volt lelkész, irodalommal folyton foglalkozva. Az 1881-ben keletkezett Szapáryfalva telepközség 1883. november 30-án megválasztotta, de állomását csak 1884. május 29-én foglalhatta el. Híveivel ugyan nem a legjobb egyetértésben élt; de azért lelkészi hivatalában és az irodalomban működött.

## Írásai
Cikkeket írt a következő lapokba és folyóiratokba: Sárospataki Füzetek (1868. A nápolyi gályára ítélt magyar prot. lelkészek apologiája 1677., 1869), Prot. Egyházi és Iskolai Lap (1869., 1883. 1884. A Szikszayak szülőfölde), Magyar Protestáns Egyházi és Iskolai Figyelmező (1870-72. Adatok a gályarabok történetéhez, Simmler kéziratgyűjteményéből, 1873-79), Hittérítési Tudósítások (1872. A barátság-szigetek és a Samoa- vagy halászszigetek), Magyar Protestáns Egyházi és Iskolai Figyelő (1873. Sinai Miklós naptárjegyzetei, a folyóirat belmunkatársa és a külföldi rovatok vezette), Evangyéliomi Protestáns Lap (1875-78. belmunkatárs), Alföld, aradi pol. és társ. napilap (1875-től állandó dolgozótárs), Prot. Hetilap (1879-80), Békésmegyei Hiradó (1880. 3. sz. A gyulai főiskoláról), Debreczeni Prot. Lap (1881-84), Hódmezővásárhely (1881-től), Orosházi Ujság (1881-től), Bihar, pol. napilap (1882-84), Tört. és Rég. Értesítő (Temesvár, 1883. A zástyi apátság), Szabad Egyház (1884. 7., 8. Debreczeni Szikra István, 1886. 12. Meliusz Péter születési évéhez, 1888. 16. Méliusz debrecezni papságához, 1889. 21. Uj adat Méliusz Péter életéhez, 1901. 1. és köv. sz. Emlékezés Sinay Miklósról); ezeken kívül a Gombostű, Üstökös, Házi Kincstár, Békésmegyei Közlöny, Arad és Vidéke szintén közölt tőle cikkeket.
Jegye: R. K.

## Munkái
- Kis káté, vagyis a heidelbergi káté rövid vázlata dr. Kohlbrügge után. Elberfeld, 1867. (2000 példányban nyomatott).
- Székfoglaló egyházi beszéd, tartotta a ref. sz. gyülekezetben Sarkadon okt. 6. 1867. Uo. 1867.
- Ünnepélyi egyházi beszéd, a hitújítás 350-dik évnapján, tartotta a ref. sz. gyülekezetben Sarkadon okt. 31. 1867. Uo. 1867.
- Egyházi beszédek ünnepkövetek számára. Debreczen, 1869. (Gergely Károly hat, R. tíz beszéde).
- Egy hivő szavai. Írta La Menais F. Róbert. Ford. Uo. 1871. (Ism. M. Prot. Egyh. és Isk. Figyelmező 1872).
- A pozsonyi vértövényszék áldozatai 1674-ben. Sárospatak, 1874. (Ism. M. Prot. Egyh. és Isk. Figyelmező, Irodalmi Értesítő, Prot. Egyh. és Isk. Lap. 2. bőv. kiadás. 1. és 2. füzet. Lugos, 1889.).
- Értesítvény a ménesgyoroki ref. egyházról 1874-75. évről. Sárospatak, 1875.
- Mennyei lépcső. Egyházi beszédek. Irta dr. Kohlbrügge Fr. H. elberfeldi ref. lelkész, ford. ... kiadta dr. Böhl Edvard bécsi ref. hittanár. Uo. 1874-76. Három füzet.
- Beszéd, melyet uj harang toronyba tételekor tartott Bánfalván júl. 12. 1874. Uo. 1874. (Különnyomat az Egyházi Beszédek I. füzetéből).
- Dr. Kohlbrügge Frigyes Hermann emlékezete. Debreczen, 1875. (Különnyom. a Prot. Egyh. és Iskola Figyelmezőből).
- Máté evangéliumának magyarázata. Sárospatak. 1877.
- A zarándi egyházmegye története. Arad, 1880. (Az egyházmegye autografirozott térképével. Ism. a Czelder-féle M. Prot. Egyh. és Isk. Figyelőben).
- Miért vagyok evangyéliumi prot. keresztyén? Az evangéliumi és romai katholikus egyház tanítása közt való Külömbség. Irta Stiller Erich harburgi lelkész. A 21. kiadás után ford. és a magyar prot. egyház történetének főbb eseményeivel bővítette. Debreczen, 1881.
- Halotti ima Gellér Jánosné felett Aradon. Arad, 1881.
- A heidelbergi káté. Világító és szilárdító kérdésekkel és feleletekkel, dr. Kohlbrügge után ford. Lugos, 1881.
- A magyarhoni reformáczió bölcselmi történelme. Uo. 1882.
- Urasztalához készület. Lugos, 1886. (2. bőv. kiadás. Uo. 1892.).
- Kálvinnak és a genfi reformácziónak történeti jelentősége. Merle d'Aubigné előadása. Németből ford. Kiadják a helvét hitvallás és a heidelbergi káté barátai. Arad, 1892.
- Szegedi Kis István tisztántúli reformátoroskodása. Lugos, 1893.
- Négy egyházi beszéd. Gyula, 1898.

Szerkesztette a Szabad Egyház, független magyar református lapot 1884. júl. 1-től.

### Kéziratban
A mennyei Lépcső 4. füzete (12 beszéddel).